# Ommata asperiventris
Ommata asperiventris là một loài bọ cánh cứng trong họ Cerambycidae.